# Nemacladus ramosissimus
Nemacladus ramosissimus là loài thực vật có hoa trong họ Hoa chuông. Loài này được Nutt. mô tả khoa học đầu tiên năm 1843.